# Irrua

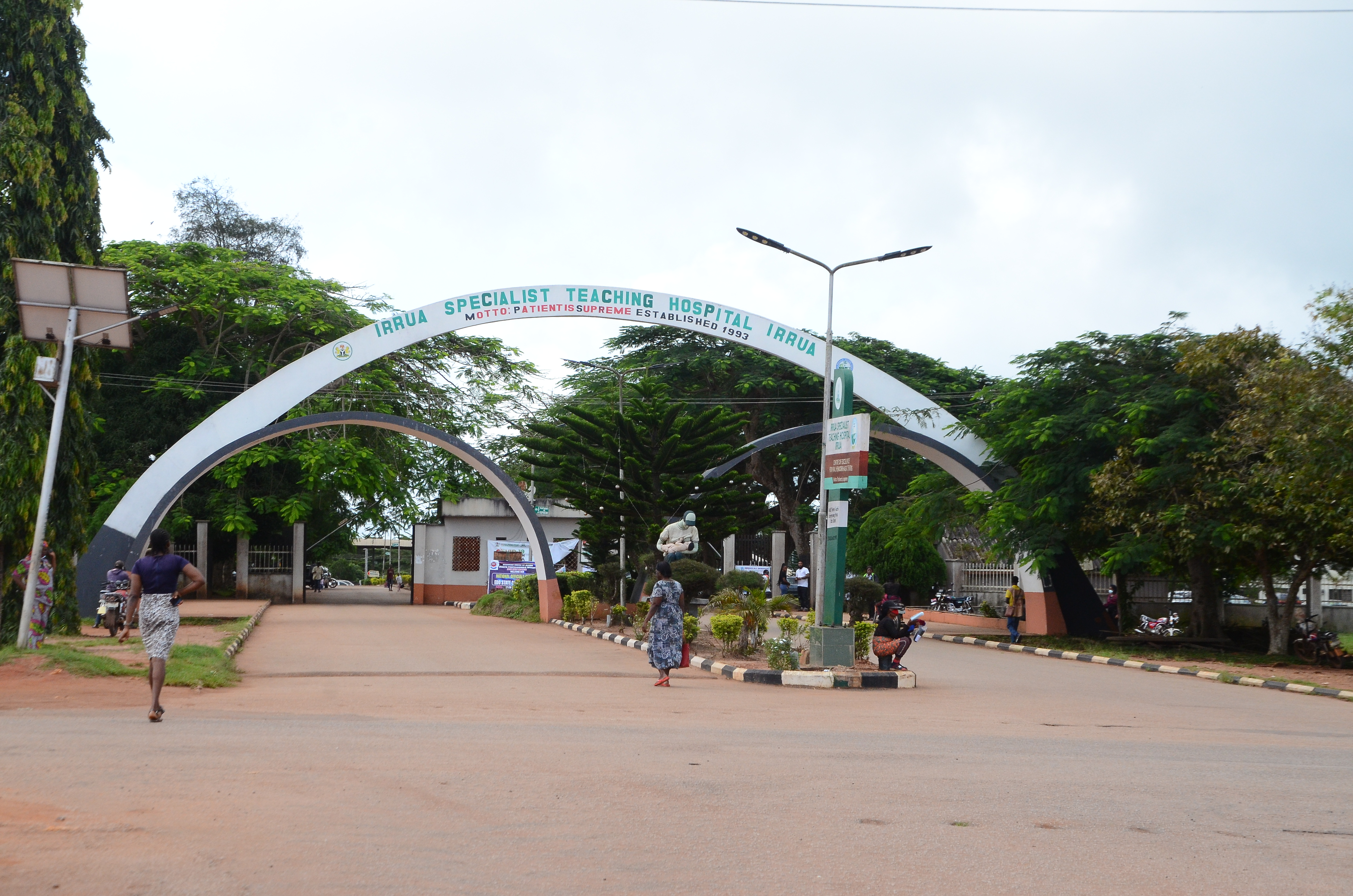
Irrua Specialist Teaching Hospital Main Entrance

Irrua est une ville de l'état d'Edo et le siège administratif de la zone de gouvernement local d'Esan central dans l'État d'Edo au Nigeria.

## Historique
La ville a été créée par le décret 92 de 1993 pour fournir des services tertiaires aux habitants de l'État d'Edo et au-delà.